# Людмиловка (Криничанский район)
Людмиловка (укр. Людмилівка) — село, Божедаровский поселковый совет, Криничанский район, Днепропетровская область, Украина.
Код КОАТУУ — 1222055703. Население по переписи 2001 года составляло 19 человек.

## Географическое положение
Село Людмиловка находится на расстоянии в 0,5 км от села Скелеватка и в 1,5 км от села Потоки. Рядом проходит автомобильная дорога Т-0433.